# كواجيسا ديفيد
كواجيسا سيباستياو بوندو ديفيد (مواليد 10 أغسطس 1990) هو لاعب كرة قدم أنغولي محترف يلعب في مركز المدافع.

## المسيرة الكروية
لعب كواجيسا كرة القدم في البرتغال مع يونياو دا ماديرا قبل أن يعود إلى بلده الأصلي ويلعب لصالح ريكرياتيفو دو ليبولو وASA. لعب لصالح مينانغكاباو في إندونيسيا خلال موسم 2010-2011، ثم عاد لفترة وجيزة إلى أنغولا حيث لعب لصالح ناسيونال دي بنغيلا ‏. في نوفمبر 2011، وقع كواجيسا مع نادي روشدايل الإنجليزي بعقد حتى نهاية الموسم. تم تحريره في مارس 2012 دون أن يشارك في أي مباراة رسمية. عاد كواجيسا مرة أخرى إلى أنغولا حيث قضى فترتين إضافيتين مع ريكرياتيفو دو ليبولو، ولعب أيضًا لصالح نادي بريميرو دي أغوستو. ثم لعب كواجيسا في ليتوانيا وقبرص لصالح ستومبراس وإرميس أراديبو على التوالي، ثم عاد إلى إنجلترا في عام 2019 للعب مع نادي بارنستابل تاون ‏ في دوري كرة القدم الجنوبي. في وقت لاحق من نفس الموسم، انضم إلى نادي دولويتش هاملت في دوري الدرجة الوطنية الجنوبية. في أغسطس 2020، وافق على البقاء مع دولويتش لموسم 2020-2021.

## روابط خارجية
- كواجيسا ديفيد على فرق كرة القدم الوطنية.كوم
- كواجيسا ديفيد  على سكروي